# Elecciones generales de Singapur de 1997
Las elecciones generales de Singapur de 1997 se celebraron el 2 de enero del mencionado año para configurar el 9.º Parlamento.  El presidente Ong Teng Cheong había disuelto el parlamento el 16 de diciembre de 1996 por consejo del primer ministro Goh Chok Tong. Los resultados de las elecciones se dieron a conocer a última hora de la tarde de ese día y el gobernante Partido de Acción Popular ganó un total de 81 de los 83 escaños, así como un décimo mandato consecutivo bajo el entonces primer ministro Goh Chok Tong.
Después del día de la nominación el 23 de diciembre de 1996, el Partido de Acción Popular regresó al poder por segunda elección general consecutiva, ya que 47 (más de la mitad del total de 83) escaños se obtuvieron sin oposición. El día de las elecciones, los votantes votaron por los 36 escaños restantes, y los partidos opositores obtuvieron únicamente dos escaños, menos que los cuatro que habían obtenido en las últimas elecciones. En esta elección, los distritos electorales de representación del grupo aumentaron de cuatro miembros a entre cuatro y seis miembros (los escaños de seis miembros permanecerían presentes durante dos décadas hasta su primera ausencia en las elecciones de 2020).

## Antecedentes
La elección serviría como la oportunidad para que el primer ministro Goh Chok Tong obtuviera un mejor mandato después del desempeño considerablemente más pobre del Partido de Acción Popular (PAP) en las elecciones de 1991. Dos escaños electos en las cirscunscripciones de Eunos y Toa Payoh, ocupados por el PAP, quedaron vacantes tras la muerte del miembro del Parlamento (MP), el Dr. Tay Eng Soon y la investidura del ex vice primer ministro Ong Teng Cheong como presidente de Singapur en 1993, respectivamente; sin embargo, ambas circunscripciones no celebraron elecciones parciales y, en cambio, fueron incluidas en las circunscripciones vecinas. Un tercer titular, Lim Chee Oon de la circunscripción de Marine Parade, se retiró de la política antes de las elecciones parciales en 1992, y Teo Chee Hean le sucedió.
En 1993, un año después de los eventos de las elecciones parciales de la circunscripción de Marine Parade, el partido de oposición más grande, el Partido Demócrata de Singapur (SDP), enfrentó una seria disputa interna en la que el exlíder y entonces diputado de Potong Pasir, Chiam See Tong, demandó al Comité Ejecutivo Central de su partido (que incluía al actual secretario general Chee Soon Juan y al presidente Ling How Doong) por difamación, y ganó la disputa; Chiam renunció al SDP antes de las nominaciones para dirigir su partido escindido, el Partido Popular de Singapur. En 1994, Chee criticó al entonces vice primer ministro Lee Hsien Loong por la falta de democracia, lo que llamó la atención del Secretario de Organización y miembro del parlamento por la circunscripción de Marine Parade Matthias Yao; Chee solicitó públicamente desafiar a Yao con la condición de que se realizase una reforma electoral en su distrito, lo cual fue aceptado.

## Cronograma
| Fecha                   | Evento                                                        |
| ----------------------- | ------------------------------------------------------------- |
| 21 de noviembre de 1996 | Publicación del informe de límites electorales                |
| 16 de diciembre de 1996 | Disolución del 8.º Parlamento                                 |
| 23 de diciembre de 1996 | Día de nominación                                             |
| 2 de enero              | Día de la votación                                            |
| 15 de enero             | Anuncio de los Miembros del Parlamento No Circunscripcionales |
| 26 de mayo              | Apertura del 9.º Parlamento                                   |

## Nominaciones
El 8.º Parlamento se disolvió el 16 de diciembre de 1996 y las nominaciones se llevaron a cabo exactamente una semana después. Al cierre de la nominación, se nominaron 122 candidatos, a partir de lo cual el PAP pudo mantener el poder por segunda elección consecutiva después de que la mayoría de los escaños (47) quedaran sin oposición.
En la elección se formaron nuevos distritos electorales de representación de grupo (GRC) de seis miembros, mientras que seis GRC existentes fueron absorbidos por GRC vecinos. 

## Resultados
| Partido                            | Votos   | %    | Escaños | +/–   |
| ---------------------------------- | ------- | ---- | ------- | ----- |
| Partido de Acción Popular          | 465,751 | 65.0 | 81      | +4    |
| Partido de los Trabajadores        | 101,544 | 14.2 | 1       | 0     |
| Partido Demócrata de Singapur      | 76,129  | 10.6 | 0       | –3    |
| Partido de la Solidaridad Nacional | 48,322  | 6.7  | 0       | 0     |
| Partido Popular de Singapur        | 16,746  | 2.3  | 1       | Nuevo |
| Partido Democrático Progresista    | 5,043   | 0.7  | 0       | Nuevo |
| Independientes                     | 3,210   | 0.4  | 0       | 0     |
| Votos nulos/en blanco              | 17,255  | –    | –       | –     |
| Total                              | 734,000 | 100  | 83      | +2    |
| Votantes registrados/participación | 765,332 | 95.9 | –       | –     |
| Fuente: Singapore Elections        |         |      |         |       |

## Consecuencias
Con el plan de mejora de la Junta de Desarrollo de la Vivienda (vivienda pública) como una apuesta cara para los votantes, el PAP revirtió su declive electoral por primera vez en cuatro elecciones con un aumento de cuatro puntos porcentuales, y fue la primera elección desde 1963 en que obtuvo dos de los cuatro distritos tradicionales de la oposición (a saber, Bukit Gombak y Nee Soon Central); debido a la deserción de Chiam al SPP, el SDP no pudo ganar ningún escaño y desde entonces no ha tenido representación parlamentaria nuevamente.
Con la elección de dos diputados de la oposición (Chiam del SPP y el secretario general adjunto del WP, Low Thia Khiang), se ofreció un escaño de Miembro del Parlamento No Circunscripcional al equipo del WP del Distrito Electoral de Representación de Grupo Cheng San debido a ser el equipo de oposición perdedor con mejor desempeño, con un 45,2% de los votos; el WP aceptó la oferta y eligió su secretario general J. B. Jeyaretnam para el cargo, regresando al Parlamento desde 1986.
En junio de 1997, cuando se volvió a nombrar a los diputados designados, el número se incrementó de seis a nueve. El 6 de septiembre de 1999, el Noveno Parlamento se trasladó a la Nueva Casa del Parlamento ubicada en el Distrito Cívico frente a North Bridge Road, mientras que la antigua Casa del Parlamento se cerró hasta que se reabrió el 26 de marzo de 2004, en la que pasó a llamarse The Arts House.